# Матвієнко Світлана Геннадіївна
Світла́на Генна́діївна Матвіє́нко (нар. 11 березня 1976, Кам'янець-Подільський) — українська письменниця, літературознавець, культуролог, теоретик кіно і медій. Досліджує політичну економію медіа, інтернет, теорію інформації, історію кібернетики та психоаналізу.

## Життєпис
Навчалася у Кам'янець-Подільському педагогічному інституті, згодом — у Києво-Могилянській академії. Влітку 1998 трохи повчилась у Гарварді. Дещо пришвидшеними темпами «укінчений» магістеріум (2001) дозволив раніше вступити до аспірантури Києво-Могилянської академії.
Була редактором відділу літератури в журналі «Art Line», головним редактором газет «Література плюс» та «Коментар».
Читала магістерський курс «Насильство та визнання в культурі» у Львівському університеті ім. Франка. Від 2004, як стипендіат Fulbright Graduate Student Program, працювала у США (University of Missouri, Columbia; Ph.D. Program). Нині — у Канаді.
Автор численних літературознавчих, критичних та культурологічних статей, поезій, а також книжки «Дискурс формалізму: український контекст» (Львів, 2004).